# Juicio de almas
Juicio de almas é uma telenovela mexicana, produzida pela Televisa e exibida em 1964 pelo Telesistema Mexicano.

## Elenco
- Miguel Manzano
- Ofelia Guilmáin
- Aldo Monti
- Ramón Bugarini